# Caterina di Sassonia-Lauenburg
Caterina di Sassonia-Lauenburg (Ratzeburg, 24 settembre 1513 – Stoccolma, 23 settembre 1535), fu la prima moglie di Gustavo I di Svezia.

## Biografia
Caterina era la figlia di Magnus I, duca di Sassonia-Lauenburg, e di sua moglie Caterina, figlia di Enrico IV, duca di Brunswick-Lüneburg. 

## Matrimonio
Il suo matrimonio con Gustavo I di Svezia fu organizzato per ragioni politiche. Gustavo desidera sposarsi poco dopo aver conquistato il trono svedese, e dopo aver fallito nelle sue trattative per sposare Dorotea di Danimarca, Sofia di Meclemburgo-Güstrow e Anna di Pomerania, i cui genitori consideravano il suo dominio troppo instabile; e Edvige di Polonia, i cui genitori interruppero i negoziati a causa della Riforma svedese, gli fu consigliato di considerare il ducato di Sassonia-Lauenburg.
Sebbene il ducato fosse piccolo e povero, aveva molti vantaggi: la sua dinastia era legata a molte delle più potenti dinastie d'Europa, il che avrebbe dato preziose alleanze con i principi tedeschi; era protestante, che era importante per la Riforma svedese in corso, ma poteva anche allearsi con l'impero attraverso la madre di Caterina; avrebbe avuto un legame prezioso con la Danimarca, poiché la sorella maggiore di Caterina, Dorotea era sposata con Cristiano, il principe ereditario di Danimarca; e infine, il ducato era a quel punto conosciuto come un centro per mercenari, che era importante per Gustavo come governante appena costituito. I negoziati iniziarono nel 1528, ma furono ritardati di diversi anni dal momento che il padre della sposa dubitava della stabilità del trono, parzialmente confermata da eventi come le Ribellioni di Dalarna. Finalmente, dopo la mediazione di Lubecca, furono completati dopo quasi tre anni e Caterina ricevette le contee di Korsholm, Kalmar e Öland.
Nel settembre del 1531, Caterina fu scortata in Svezia da una flotta guidata dalla sua futura cognata Margareta e dal marito il conte Johann VII di Hoya, e dove Gustavo incontrò la sua futura moglie per la prima volta. Il loro matrimonio fu celebrato a Stoccolma nel giorno del suo diciottesimo compleanno, il 24 settembre 1531. Poco dopo il matrimonio reale, Brita Leijonhufvud, figlia del cugina di secondo grado Ebba Eriksdotter Vasa, sposò Gustav Olsson Stenbock e la nipote del re Brita Joakimsdotter Brahe si fidanzò con Birger Nilsson Grip: entrambi questi eventi furono ospitati dalla coppia reale e furono i primi a ospitare Caterina come regina di Svezia.
Si sa molto poco sulla regina Caterina come persona e sul suo ruolo di regina. Non ci sono informazioni sui suoi cortigiani, anche se si presume che abbia portato dame tedesche in aggiunta a quelle svedesi, tra le quali è probabile che ci fosse Margherita Leijonhufvud. La storia tradizionale descrive Caterina come capricciosa, fredda, malinconica e insoddisfatta, e il matrimonio fu segnato da continui litigi e scontri, nonostante il fatto che non ci siano informazioni contemporanee su questo. Il 13 dicembre 1533, svolse il suo compito più importante come regina consorte dando alla luce un erede al trono: il futuro Erik XIV.

## Morte
Nel settembre del 1535, durante un ballo in onore di suo cognato, re Cristiano III di Danimarca, che visitava la corte reale svedese, la regina Caterina scivolo durante una danza con Cristiano III, mentre era incinta per la seconda volta. La caduta la costrinse a letto e portò a delle complicazioni. Morì il 23 settembre con il suo bambino non ancora nato.
Al momento della sua morte, il re Gustavo era impegnato nella guerra del conte, e i suoi avversari in questo conflitto, Lubecca e Rostock, diffonderono la voce che aveva assassinato la sua regina picchiandola in testa con un bastone d'argento dopo un rapporto di una spia che lei lo aveva calunniato con Cristiano III mentre ballava. L'esumazione dello scheletro di Caterina realizzato negli anni '40 non mostra alcun segno di tali lesioni e la famiglia di Caterina non accusò mai apertamente Gustavo. Inoltre, lo stesso Cristiano III conferma la grave caduta della regina Caterina nelle sue lettere private, anche se non era amico di Gustavo Vasa.
Negli scritti di storia, alla regina Caterina fu attribuita una cattiva reputazione e spesso rappresentata come un cattivo esempio e in contrasto con la seconda regina di Gustavo I, la regina Margherita Leijonhufvud, che fu il perfetto stereotipo di regina.
È sepolta nella cattedrale di Uppsala con il marito e le altre due mogli di lui.

## Ascendenza
|                                                   |                                                     |                                                                        | Genitori                                                                  |  |  | Nonni |  |  | Bisnonni                                    |  |  | Trisnonni                              |  |
|                                                   |                                                     |                                                                        |                                                                           |  |  |       |  |  | Bernardo III, VI duca di Sassonia-Lauenburg |  |  | Eric IV, IV duca di Sassonia-Lauenburg |  |
|                                                   |                                                     |                                                                        |                                                                           |  |  |       |  |  | Bernardo III, VI duca di Sassonia-Lauenburg |  |  | Eric IV, IV duca di Sassonia-Lauenburg |  |
|                                                   |                                                     | Sofia di Brunswick-Wolfenbüttel                                        |                                                                           |  |  |       |  |  | Bernardo III, VI duca di Sassonia-Lauenburg |  |  |                                        |  |
| Giovanni V, VII duca di Sassonia-Lauenburg        |                                                     |                                                                        |                                                                           |  |  |       |  |  | Bernardo III, VI duca di Sassonia-Lauenburg |  |  |                                        |  |
|                                                   |                                                     | Adelaide di Pomerania-Stolp                                            | Boghislao VIII, IV duca di Pomerania-Stolp e I duca di Pomerania-Stargard |  |  |       |  |  |                                             |  |  |                                        |  |
|                                                   |                                                     | Adelaide di Pomerania-Stolp                                            | Boghislao VIII, IV duca di Pomerania-Stolp e I duca di Pomerania-Stargard |  |  |       |  |  |                                             |  |  |                                        |  |
|                                                   |                                                     | Adelaide di Pomerania-Stolp                                            | Sofia di Holstein-Rendsburg                                               |  |  |       |  |  |                                             |  |  |                                        |  |
| Magnus I, VIII duca di Sassonia-Lauenburg         |                                                     | Adelaide di Pomerania-Stolp                                            |                                                                           |  |  |       |  |  |                                             |  |  |                                        |  |
|                                                   |                                                     | Federico II, VIII principe elettore di Brandeburgo                     | Federico I, VII principe elettore di Brandeburgo                          |  |  |       |  |  |                                             |  |  |                                        |  |
|                                                   |                                                     | Federico II, VIII principe elettore di Brandeburgo                     | Federico I, VII principe elettore di Brandeburgo                          |  |  |       |  |  |                                             |  |  |                                        |  |
|                                                   |                                                     | Federico II, VIII principe elettore di Brandeburgo                     | Elisabetta di Baviera-Landshut                                            |  |  |       |  |  |                                             |  |  |                                        |  |
| Dorotea di Brandeburgo                            |                                                     | Federico II, VIII principe elettore di Brandeburgo                     |                                                                           |  |  |       |  |  |                                             |  |  |                                        |  |
|                                                   |                                                     | Caterina di Sassonia                                                   | Federico I, VI principe elettore di Sassonia                              |  |  |       |  |  |                                             |  |  |                                        |  |
|                                                   |                                                     | Caterina di Sassonia                                                   | Federico I, VI principe elettore di Sassonia                              |  |  |       |  |  |                                             |  |  |                                        |  |
|                                                   |                                                     | Caterina di Sassonia                                                   | Caterina di Brunswick-Lüneburg                                            |  |  |       |  |  |                                             |  |  |                                        |  |
| Caterina di Sassonia-Lauenburg                    |                                                     | Caterina di Sassonia                                                   |                                                                           |  |  |       |  |  |                                             |  |  |                                        |  |
|                                                   | Guglielmo IV, XI principe di Brunswick-Wolfenbüttel | Guglielmo III, VIII e X principe di Brunswick-Wolfenbüttel             |                                                                           |  |  |       |  |  |                                             |  |  |                                        |  |
|                                                   | Guglielmo IV, XI principe di Brunswick-Wolfenbüttel | Guglielmo III, VIII e X principe di Brunswick-Wolfenbüttel             |                                                                           |  |  |       |  |  |                                             |  |  |                                        |  |
|                                                   | Guglielmo IV, XI principe di Brunswick-Wolfenbüttel | Cecilia di Brandeburgo                                                 |                                                                           |  |  |       |  |  |                                             |  |  |                                        |  |
| Enrico IV, XII principe di Brunswick-Wolfenbüttel | Guglielmo IV, XI principe di Brunswick-Wolfenbüttel |                                                                        |                                                                           |  |  |       |  |  |                                             |  |  |                                        |  |
|                                                   |                                                     | Elisabetta di Stolberg-Weningerode                                     | Bodo VII, I conte di Stolberg-Wernigerode                                 |  |  |       |  |  |                                             |  |  |                                        |  |
|                                                   |                                                     | Elisabetta di Stolberg-Weningerode                                     | Bodo VII, I conte di Stolberg-Wernigerode                                 |  |  |       |  |  |                                             |  |  |                                        |  |
|                                                   |                                                     | Elisabetta di Stolberg-Weningerode                                     | Anna di Schwarzburg                                                       |  |  |       |  |  |                                             |  |  |                                        |  |
| Caterina di Brunswick-Wolfenbüttel                |                                                     | Elisabetta di Stolberg-Weningerode                                     |                                                                           |  |  |       |  |  |                                             |  |  |                                        |  |
|                                                   |                                                     | Eric II, VIII duca di Pomerania-Wolgast e X duca di Pomerania-Stettino | Vartislao IX, VII duca di Pomerania-Wolgast                               |  |  |       |  |  |                                             |  |  |                                        |  |
|                                                   |                                                     | Eric II, VIII duca di Pomerania-Wolgast e X duca di Pomerania-Stettino | Vartislao IX, VII duca di Pomerania-Wolgast                               |  |  |       |  |  |                                             |  |  |                                        |  |
|                                                   |                                                     | Eric II, VIII duca di Pomerania-Wolgast e X duca di Pomerania-Stettino | Sofia di Sassonia-Lauenburg                                               |  |  |       |  |  |                                             |  |  |                                        |  |
| Caterina di Pomerania-Wolgast                     |                                                     | Eric II, VIII duca di Pomerania-Wolgast e X duca di Pomerania-Stettino |                                                                           |  |  |       |  |  |                                             |  |  |                                        |  |
|                                                   |                                                     | Sofia di Pomerania-Stolp                                               | Boghislao IX, VI duca di Pomerania-Stolp e II duca di Pomerania-Stargard  |  |  |       |  |  |                                             |  |  |                                        |  |
|                                                   |                                                     | Sofia di Pomerania-Stolp                                               | Boghislao IX, VI duca di Pomerania-Stolp e II duca di Pomerania-Stargard  |  |  |       |  |  |                                             |  |  |                                        |  |
|                                                   |                                                     | Sofia di Pomerania-Stolp                                               | Maria di Masovia                                                          |  |  |       |  |  |                                             |  |  |                                        |  |
|                                                   |                                                     | Sofia di Pomerania-Stolp                                               |                                                                           |  |  |       |  |  |                                             |  |  |                                        |  |